# Richard Olivier de Longueil
Richard Olivier de Longueil (Jonques, 18 dicembre 1406 – Sutri, 19 agosto 1470) è stato un cardinale francese.

## Biografia
Nacque nel castello di Jonques, diocesi di Lisieux, in Francia, da una nobile famiglia di Normandia, figlio di Guillaume III de Longueil e Catherine de Bourguenole.
Consacrato vescovo il 28 settembre 1453, fu nominato vescovo di Coutances il 3 ottobre 1453; occupò la sede fino alla morte. Assieme all'arcivescovo di Rouen e al vescovo di Parigi fu membro della pontificia commissione nominata da papa Callisto III l'11 giugno 1455 per la revisione del processo di Giovanna d'Arco.
Fu creato cardinale presbitero da papa Callisto III nel concistoro del 17 dicembre 1456. Il 16 marzo 1462 ricevette il titolo cardinalizio di Sant'Eusebio. Il 17 agosto 1470, due giorni prima della morte, optò per il titolo cardinalizio vescovile di Porto e Santa Rufina.
Partecipò al conclave del 1464, che elesse papa Paolo II.
Morì a Sutri il 19 agosto 1470 e fu sepolto nella basilica di San Pietro in Vaticano. Oggi i suoi resti si trovano nelle grotte vaticane.